# NGC 6231
NGC 6231 (také známá jako Northern Jewel Box nebo Caldwell 76) je otevřená hvězdokupa v souhvězdí Štíra vzdálená přibližně 5 900 světelných let. Objevil ji italský astronom Giovanni Battista Hodierna v roce 1654. Nachází se 0,5 stupně severně od optické dvojhvězdy Zéta Scorpii. Zéta¹ Scorpii (HD 152236) je členem této hvězdokupy, ale jasnější Zéta² Scorpii (HD 152334) leží ve vzdálenosti pouhých 150 světelných let od Země a do hvězdokupy nepatří.

## Vlastnosti

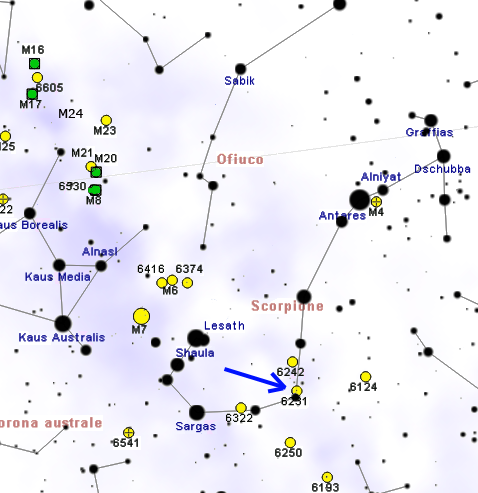
Poloha NGC 6231 v souhvězdí Štíra

Hvězdokupa je velmi mladá, její odhadované stáří je pouze 3,2 milionů let a patří do mladé OB asociace Štír I. Ke sluneční soustavě se přibližuje rychlostí 22 km/s. Zéta¹ Scorpii je nejjasnějším členem OB asociace Štír I a jednou z nejzářivějších známých hvězd v Galaxii. Součástí NGC 6231 jsou tři Wolfovy–Rayetovy hvězdy: HD 151932, HD 152270
a HD 152408.
Hvězdokupa tvoří hlavu "falešné komety", ocas mířící směrem na sever je tvořen hvězdokupami Collinder 316 a Trumpler 24. Ve střední Evropě nevychází nad obzor. 5,5 stupně západně od NGC 6231 se nachází hvězdokupa NGC 6124 a 6 stupňů severovýchodně leží planetární mlhovina NGC 6302. 